# Swiss Indoors 2019
Swiss Indoors 2019, oficiálně Swiss Indoors Basel 2019, byl tenisový turnaj pořádaný jako součást mužského okruhu ATP Tour, který se odehrával na krytých dvorcích s tvrdým povrchem arény St. Jakobshalle. Konal se mezi 21. až 27. říjnem 2019 ve švýcarské Basileji jako jubilejní padesátý ročník turnaje.
Turnaj s celkovým rozpočtem 2 219 975 eur patřil do kategorie ATP Tour 500. Nejvýše nasazeným hráčem ve dvouhře se opět stal třetí tenista světa Roger Federer ze Švýcarska. Jako poslední přímý účastník do hlavní singlové soutěže nastoupil 56. hráč žebříčku Argentinec Juan Ignacio Londero.
Stý třetí singlový titul na okruhu ATP Tour vybojoval 38letý basilejský rodák Roger Federer. Na Swiss Indoors získal rekordní desátou trofej v patnáctém odehraném finále, čímž napodobil svůj výkon z travnatého Halle Open. Jubilejní dvacátou společnou trofej ze čtyřher ATP si odvezl nizozemsko-rumunský pár Jean-Julien Rojer a Horia Tecău.

## Distribuce bodů a finančních odměn

### Distribuce bodů
| Soutěž  | vítězové | finalisté | semifinalisté | čtvrtfinalisté | 16 v kole | 32 v kole | Q  | Q2 | Q1 |
| ------- | -------- | --------- | ------------- | -------------- | --------- | --------- | -- | -- | -- |
| dvouhra | 500      | 300       | 180           | 90             | 45        | 0         | 20 | 10 | 0  |
| čtyřhra | 500      | 300       | 180           | 90             | 0         | —         | —  | —  | —  |

### Finanční odměny
| Soutěž                              | vítězové  | finalisté | semifinalisté | čtvrtfinalisté | 16 v kole | 32 v kole | Q2      | Q1      |
| ----------------------------------- | --------- | --------- | ------------- | -------------- | --------- | --------- | ------- | ------- |
| dvouhra                             | 430 125 € | 216 025 € | 109 000 €     | 57 280 €       | 28 630 €  | 15 840 €  | 6 090 € | 3 045 € |
| čtyřhra                             | 135 160 € | 66 160 €  | 33 180 €      | 17 010 €       | 8 800 €   | —         | —       | —       |
| ve čtyřhře je částka uvedena na pár |           |           |               |                |           |           |         |         |

## Dvouhra

### Nasazení hráčů
| Země                          | Hráč                  | ATP | Nasazení |
| ----------------------------- | --------------------- | --- | -------- |
| Švýcarsko                     | Roger Federer         | 3.  | 1.       |
| Německo                       | Alexander Zverev      | 6.  | 2.       |
| Řecko                         | Stefanos Tsitsipas    | 7.  | 3.       |
| Španělsko                     | Roberto Bautista Agut | 10. | 4.       |
| Itálie                        | Fabio Fognini         | 12. | 5.       |
| Belgie                        | David Goffin          | 14. | 6.       |
| Švýcarsko                     | Stan Wawrinka         | 18. | 7.       |
| Francie                       | Benoît Paire          | 23. | 8.       |
| Žebříček ATP k 14. říjnu 2019 |                       |     |          |

### Jiné formy účasti na turnaji
Následující hráči obdrželi divokou kartu do hlavní soutěže:
- Marius Copil
- Alex de Minaur
- Henri Laaksonen

Následující hráč obdržel do hlavní soutěže zvláštní výjimku:
- Filip Krajinović

Následující hráči postoupili z kvalifikace:
- Ričardas Berankis
- Hugo Dellien
- Peter Gojowczyk
- Alexei Popyrin

### Odhlášení
před začátkem turnaje
- Juan Martín del Potro → nahradil jej  Maximilian Marterer
- David Goffin → nahradil jej  Ryan Harrison
- Stan Wawrinka → nahradil jej  Dušan Lajović

v průběhu turnaje
- Stan Wawrinka

## Čtyřhra

### Nasazení párů
| Země                                                                     | Hráč              | Země        | Hráč             | ATP | Nasazení |
| ------------------------------------------------------------------------ | ----------------- | ----------- | ---------------- | --- | -------- |
| Španělsko                                                                | Marcel Granollers | Argentina   | Horacio Zeballos | 12. | 1.       |
| Jižní Afrika                                                             | Raven Klaasen     | Nový Zéland | Michael Venus    | 21. | 2.       |
| Německo                                                                  | Kevin Krawietz    | Německo     | Andreas Mies     | 29. | 3.       |
| Chorvatsko                                                               | Ivan Dodig        | Slovensko   | Filip Polášek    | 43. | 4.       |
| Žebříček ATP k 14. říjnu 2019; číslo je součtem umístění obou členů páru |                   |             |                  |     |          |

### Jiné formy účasti
Následující páry obdržely divokou kartu do hlavní soutěže:
- Sandro Ehrat /  Marc-Andrea Hüsler
- Luca Margaroli /  Jan-Lennard Struff

Následující pár postoupil z kvalifikace:
- Santiago González /  Ajsám Kúreší

## Přehled finále

### Mužská dvouhra
- Roger Federer vs.  Alex de Minaur, 6–2, 6–2

### Mužská čtyřhra
- Jean-Julien Rojer /  Horia Tecău vs.  Taylor Fritz /  Reilly Opelka, 7–5, 6–3